# Teiji Honma
Teiji Honma (本間 悌次, Honma Teiji) (né le 14 avril 1911 en Mandchourie et mort à la fin du XXe siècle) est un joueur de hockey sur glace japonais.

## Carrière de joueur
Membre de l'équipe de hockey de l'Université médicale de Mandchourie, il représente le Japon lors des Jeux olympiques d'hiver de 1936 présenté à Garmisch-Partenkirchen en Allemagne. Il est l'un des premiers gardiens à jouer avec un masque. Il porte lors de ces jeux un masque rappelant celui d'un receveur au Baseball.
Il joue les deux parties du Japon, deux défaites face à la Grande-Bretagne et la Suède.